# Marquesado de Velasco
El marquesado de Velasco es título nobiliario español, concedido por el rey Carlos III, el 8 de julio de 1763, a favor de Íñigo de Velasco e Isla, caballero de la Orden de Santiago. La denominación del título fue, originalmente, el marquesado de Velasco del Morro y fue concedido, en la isla de Cuba, con el vizcondado previo de Torre-Castillo, en recuerdo del hermano del concesionario, Luis de Velasco e Isla, que falleció el 31 de julio de 1762 de las heridas recibidas luchando contra los ingleses en la defensa de castillo del Morrro en La Habana.
La actual denominación viene de 1861 cuando Fermín Nicasio de Collantes y Ramírez de Olea, lo rehabilitó por ser tataranieto de María Bernardina de Velasco y Fernández de Isla, hermana que fue del primer marqués, y de su esposo Francisco Collantes y Arce, convirtiéndose en el tercer marqués de Velasco del Morro, pero con la denominación de Velasco solamente.

## Marquesado de Velasco del Morro 1763

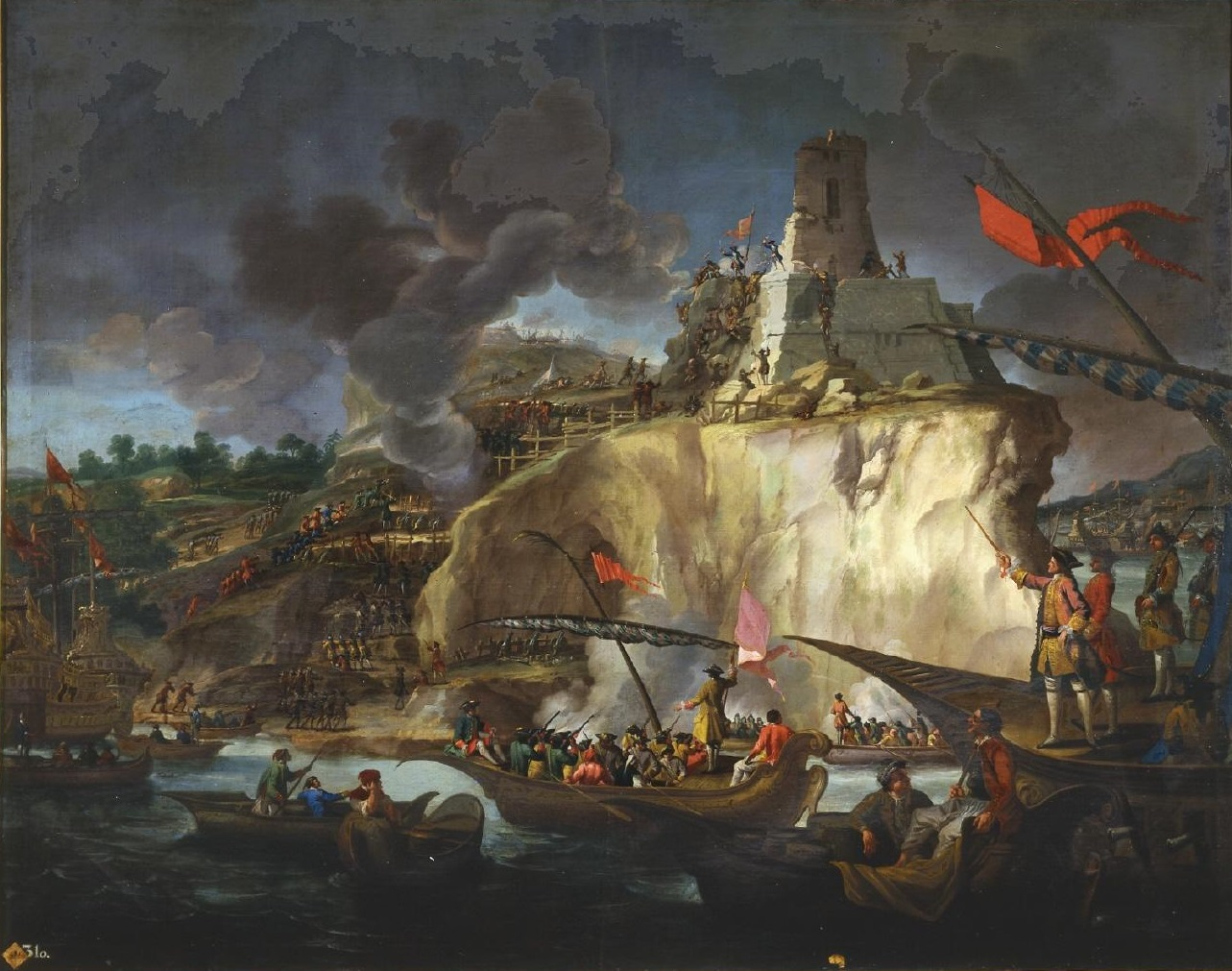
Defensa del castillo del Morro

- Íñigo José de Velasco y Fernández de Isla (f. 1792), I marqués de Velasco del Morro, caballero de la Orden de Santiago y alférez de las Reales Guardias de Corps.[2] Nació en Noja, hijo de Pedro de Velasco y Santelices y de su esposa María Antonia Fernández de Isla y Povés.[2]

Casó con Ignacia del Hoyo y Maeda. El 30 de julio de 1792, le sucedió su hijo:
- Pedro Matías de Velasco y del Hoyo, II marqués de Velasco del Morro.[2]

Casó en primeras nupcias con María de Isla y Velasco y en segundas con Ramona Muñoz de Velasco.

## Rehabilitación en 1861
El título fue rehabilitado en 1861 por:
- Fermín Nicasio de Collantes y Ramírez de Olea, III marqués de Velasco.[1]

Le sucedió su hermana:
- Antonia de Collantes y Ramírez de Olea, IV marquesa de Velasco.

En 20 de enero de 1896, sucedió su hijo:
- Manuel Gómez de Olea y Collantes (f. en 1911), V marqués de Velasco.[1]

En 22 de diciembre de 1911, sucedió su hijo:
- Antonio Gómez de Olea y Remírez (f. en 1982), VI marqués de Velasco.

En 16 de marzo de 1983, sucedió su hijo:
- Antonio Gómez de Olea y Naveda (f. Madrid, 27 de junio de 2022[3]), VII marqués de Velasco.

Casó con Sofía López de Letona y Coello de Portugal. Sucedió su hijo:
- Antonio Gómez de Olea y López de Letona, VIII marqués de Velasco.[4]